# Arlington Heights (Pennsylvania)
Arlington Heights è un census-designated place (CDP) degli Stati Uniti d'America situato nello stato della Pennsylvania, nella contea di Monroe. Un luogo rilevante ad Arlington Heights è lo Stroud Mall.